# لوبناو
شهر لوبناو (به آلمانی: Lübbenau) در ایالت برندنبورگ در کشور آلمان واقع شده‌است.